# Gibbovalva urbana
Gibbovalva urbana là một loài bướm đêm thuộc họ Gracillariidae. Nó được tìm thấy ở Trung Quốc (Quảng Đông, Hải Nam và Phúc Kiến), Ấn Độ (Meghalaya) và Nhật Bản (quần đảo Ryukyu, Honshū và Tusima).
Sải cánh dài 6–9 mm.
Ấu trùng ăn Magnolia species (bao gồm Magnolia denudata, Magnolia sieboldii và Magnolia soulangeana), Michelia alba, Michelia champaca, Michelia compressa và Michelia figo. Chúng ăn lá nơi chúng làm tổ.